# Проскрипције
Проскрипције су били специјални спискови на којима су се налазила имена људи које треба ликвидирати.

## Историјат
Проскрипције, осуде на смрт без претходног суђења. Заведене су први пут у историји у старом Риму у време грађанских ратова када је Сула добио од сената назив диктатора са великим овлашћењима. Вративши се са истока у Рим, Сула је почео да прогони присталице Гаја Марија. Установио је спискове државних непријатеља које су биле изложене на јавним местима. Сваки римски грађанин чије се име налазило у проскрипцијама био је аутоматски осуђен на смрт. Њега је могао свако убити без икаквог упозорења или одговорности.